# Awaous acritosus
Awaous acritosus е вид лъчеперка от семейство попчеви (Gobiidae).

## Разпространение
Видът е разпространен в Австралия (Куинсланд) и Папуа Нова Гвинея.